# Liste der Gemeinden in Niedersachsen

Gliederung Niedersachsens in Landkreise, Gemeindeverbände und Gemeinden

Die Liste der Gemeinden in Niedersachsen enthält alle aktuellen Gemeinden, Gemeindeverbände und gemeindefreien Gebiete des deutschen Bundeslandes Niedersachsen. 
Die letzten Gebietsänderungen in Niedersachsen erfolgten zum 1. November 2021. Seitdem hat Niedersachsen 939 Gemeinden und 25 gemeindefreie Gebiete (davon 2 bewohnt). Von den Gemeinden führen 159 die Bezeichnung Stadt und 49 die Bezeichnung Flecken.
Es gibt weiterhin einige Besonderheiten, die das Maß der Aufgaben betreffen, die von der Gemeindeverwaltung übernommen werden: Die 939 Gemeinden unterteilen sich in 289 eigenständige Einheitsgemeinden und 650 Mitgliedsgemeinden, die sich in insgesamt 114 Samtgemeinden organisieren, um Aufgaben gemeinsam zu übernehmen. Die Samtgemeinden sind keine Gemeinden, sondern Kooperationsverbünde, die landschaftsbezogen oder nach der Gemeinde des Verwaltungssitzes bezeichnet werden. Demzufolge kann es in Niedersachsen denselben Namen sowohl für eine Gemeinde als auch für eine Samtgemeinde geben. Es handelt sich jedoch um zwei unterschiedliche Körperschaften mit eigenen Vertretungen und Aufgaben.
Aufgrund ihrer Größen haben zudem einige Gemeinden und Samtgemeinden ein besonderes Verhältnis zum Landkreis:
- 10[1] Gemeinden haben den Rechtsstatus der kreisfreien Stadt, sind keinem Landkreis angehörig und übernehmen alle seine Aufgaben.
- 7 Gemeinden haben den Rechtsstatus der großen selbständigen Stadt und übernehmen viele, jedoch nicht alle Aufgaben des Landkreises, dem sie angehören.
- 61 Gemeinden und 3 Samtgemeinden haben den Rechtsstatus der selbstständigen Gemeinde und übernehmen einige Aufgaben des Landkreises, dem sie angehören.
- 861 sonstige Gemeinden haben kein besonderes Verhältnis zum Landkreis, dem sie angehören.[2]

## Kreisfreie Städte
(Einwohnerzahl in Klammern, Stand: 31. Dezember 2024) Für Hannover und Göttingen gilt ein Sonderstatus.
- Braunschweig (252.962)
- Delmenhorst (81.406)
- Emden (49.202)
- Göttingen ¹) (127.259)
- Hannover ²) (522.131)
- Oldenburg (Oldenburg) (176.614)
- Osnabrück (166.057)
- Salzgitter (104.970)
- Wilhelmshaven (75.745)
- Wolfsburg (129.560)

## Große selbständige Städte
(Einwohnerzahl in Klammern, Stand: 31. Dezember 2024)
- Celle (66.834)
- Cuxhaven (49.697)
- Goslar (47.419)
- Hameln (58.244)
- Hildesheim (98.510)
- Lingen (Ems) (56.498)
- Lüneburg (74.785)

## Selbständige Gemeinden
(Einwohnerzahl in Klammern, Stand: 31. Dezember 2024)
- Achim (32.870)
- Alfeld (Leine) (17.956)
- Aurich (42.612)
- Bad Pyrmont (19.722)
- Bad Zwischenahn (29.698)
- Barsinghausen (33.941)
- Bramsche (28.220)
- Buchholz in der Nordheide (41.737)
- Burgdorf (31.051)
- Buxtehude (40.886)
- Cloppenburg (36.565)
- Duderstadt (20.375)
- Einbeck (29.751)
- Friesoythe (22.685)
- Ganderkesee (31.494)
- Garbsen (59.903)
- Geestland (31.093)
- Georgsmarienhütte (31.244)
- Gifhorn (42.726)
- Hann. Münden (23.478)
- Helmstedt (25.099)
- Holzminden (18.921)
- Isernhagen (24.074)
- Laatzen (41.838)
- Langenhagen (54.142)
- Leer (Ostfriesland) (34.025)
- Lehrte (44.255)
- Melle (46.436)
- Meppen (36.930)
- Neustadt am Rübenberge (44.668)
- Nienburg/Weser (32.608)
- Norden (25.178)
- Nordenham (25.889)
- Nordhorn (56.973)
- Northeim (27.326)
- Osterholz-Scharmbeck (29.710)
- Osterode am Harz (21.598)
- Papenburg (37.206)
- Peine (50.987)
- Rinteln (25.602)
- Ronnenberg (23.814)
- Schortens (20.995)
- Seelze (34.364)
- Seesen (18.657)
- Seevetal (44.158)
- Sehnde (23.431)
- Springe (28.669)
- Stade (48.633)
- Stuhr (33.913)
- Uelzen (32.821)
- Uetze (20.064)
- Varel (24.704)
- Vechta (33.728)
- Verden (Aller) (27.121)
- Wallenhorst (22.614)
- Walsrode (31.019)
- Wedemark (29.803)
- Weyhe (30.975)
- Winsen (Luhe) (36.961)
- Wolfenbüttel (52.604)
- Wunstorf (41.211)
- Samtgemeinde Artland (23.549)
- Samtgemeinde Bersenbrück (30.185)
- Samtgemeinde Harsefeld (23.154)

## Samtgemeinden
- Ahlden, Landkreis Heidekreis
- Altes Amt Lemförde, Landkreis Diepholz
- Amelinghausen, Landkreis Lüneburg
- Apensen, Landkreis Stade
- Artland, Landkreis Osnabrück
- Aue, Landkreis Uelzen
- Baddeckenstedt, Landkreis Wolfenbüttel
- Bardowick, Landkreis Lüneburg
- Barnstorf, Landkreis Diepholz
- Bersenbrück, Landkreis Osnabrück
- Bevensen-Ebstorf, Landkreis Uelzen
- Bevern, Landkreis Holzminden
- Bodenwerder-Polle, Landkreis Holzminden
- Boffzen, Landkreis Holzminden
- Boldecker Land, Landkreis Gifhorn
- Börde Lamstedt, Landkreis Cuxhaven
- Bothel, Landkreis Rotenburg (Wümme)
- Brome, Landkreis Gifhorn
- Brookmerland, Landkreis Aurich
- Bruchhausen-Vilsen, Landkreis Diepholz
- Dahlenburg, Landkreis Lüneburg
- Dörpen, Landkreis Emsland
- Dransfeld, Landkreis Göttingen
- Eilsen, Landkreis Schaumburg
- Elbmarsch, Landkreis Harburg
- Elbtalaue, Landkreis Lüchow-Dannenberg
- Elm-Asse, Landkreis Wolfenbüttel
- Emlichheim, Landkreis Grafschaft Bentheim
- Eschershausen-Stadtoldendorf, Landkreis Holzminden
- Esens, Landkreis Wittmund
- Fintel, Landkreis Rotenburg (Wümme)
- Flotwedel, Landkreis Celle
- Fredenbeck, Landkreis Stade
- Freren, Landkreis Emsland
- Fürstenau, Landkreis Osnabrück
- Gartow, Landkreis Lüchow-Dannenberg
- Geestequelle, Landkreis Rotenburg (Wümme)
- Gellersen, Landkreis Lüneburg
- Gieboldehausen, Landkreis Göttingen
- Grafschaft Hoya, Landkreis Nienburg/Weser
- Grasleben, Landkreis Helmstedt
- Hage, Landkreis Aurich
- Hambergen, Landkreis Osterholz
- Hankensbüttel, Landkreis Gifhorn
- Hanstedt, Landkreis Harburg
- Harpstedt, Landkreis Oldenburg
- Harsefeld, Landkreis Stade
- Hattorf am Harz, Landkreis Göttingen
- Heemsen, Landkreis Nienburg/Weser
- Heeseberg, Landkreis Helmstedt
- Hemmoor, Landkreis Cuxhaven
- Herzlake, Landkreis Emsland
- Hesel, Landkreis Leer
- Hollenstedt, Landkreis Harburg
- Holtriem, Landkreis Wittmund
- Horneburg, Landkreis Stade
- Ilmenau, Landkreis Lüneburg
- Isenbüttel, Landkreis Gifhorn
- Jesteburg, Landkreis Harburg
- Jümme, Landkreis Leer
- Kirchdorf, Landkreis Diepholz
- Lachendorf, Landkreis Celle
- Land Hadeln, Landkreis Cuxhaven
- Lathen, Landkreis Emsland
- Leinebergland, Landkreis Hildesheim
- Lengerich, Landkreis Emsland
- Lindhorst, Landkreis Schaumburg
- Lüchow (Wendland), Landkreis Lüchow-Dannenberg
- Lühe, Landkreis Stade
- Meinersen, Landkreis Gifhorn
- Mittelweser, Landkreis Nienburg/Weser
- Nenndorf, Landkreis Schaumburg
- Neuenhaus, Landkreis Grafschaft Bentheim
- Neuenkirchen, Landkreis Osnabrück
- Niedernwöhren, Landkreis Schaumburg
- Nienstädt, Landkreis Schaumburg
- Nord-Elm, Landkreis Helmstedt
- Nordhümmling, Landkreis Emsland
- Nordkehdingen, Landkreis Stade
- Oderwald, Landkreis Wolfenbüttel
- Oldendorf-Himmelpforten, Landkreis Stade
- Ostheide, Landkreis Lüneburg
- Papenteich, Landkreis Gifhorn
- Radolfshausen, Landkreis Göttingen
- Rehden, Landkreis Diepholz
- Rethem/Aller, Landkreis Heidekreis
- Rodenberg, Landkreis Schaumburg
- Rosche, Landkreis Uelzen
- Sachsenhagen, Landkreis Schaumburg
- Salzhausen, Landkreis Harburg
- Scharnebeck, Landkreis Lüneburg
- Schüttorf, Landkreis Grafschaft Bentheim
- Schwaförden, Landkreis Diepholz
- Schwarmstedt, Landkreis Heidekreis
- Selsingen, Landkreis Rotenburg (Wümme)
- Sickte, Landkreis Wolfenbüttel
- Siedenburg, Landkreis Diepholz
- Sittensen, Landkreis Rotenburg (Wümme)
- Sögel, Landkreis Emsland
- Sottrum, Landkreis Rotenburg (Wümme)
- Spelle, Landkreis Emsland
- Steimbke, Landkreis Nienburg/Weser
- Suderburg, Landkreis Uelzen
- Tarmstedt, Landkreis Rotenburg (Wümme)
- Thedinghausen, Landkreis Verden
- Tostedt, Landkreis Harburg
- Uchte, Landkreis Nienburg/Weser
- Uelsen, Landkreis Grafschaft Bentheim
- Velpke, Landkreis Helmstedt
- Wathlingen, Landkreis Celle
- Werlte, Landkreis Emsland
- Wesendorf, Landkreis Gifhorn
- Weser-Aue, Landkreis Nienburg/Weser
- Zeven, Landkreis Rotenburg (Wümme)

## Gemeinden
Alle politisch eigenständigen Gemeinden Niedersachsens (Städte sind fett, Flecken kursiv dargestellt):

### A
- Achim
- Adelebsen
- Adelheidsdorf
- Adenbüttel
- Adendorf
- Aerzen
- Affinghausen
- Agathenburg
- Ahausen
- Ahlden (Aller)
- Ahlerstedt
- Ahnsbeck
- Ahnsen
- Alfeld (Leine)
- Alfhausen
- Alfstedt
- Algermissen
- Altenmedingen
- Amelinghausen
- Amt Neuhaus
- Anderlingen
- Andervenne
- Ankum
- Apelern
- Apen
- Apensen
- Appel
- Arholzen
- Armstorf
- Artlenburg
- Asendorf (Lkr.Diepholz)
- Asendorf (Nordheide)
- Auetal
- Auhagen
- Aurich (Kreisstadt)
- Axstedt

### B
- Bad Bentheim
- Badbergen
- Bad Bevensen
- Bad Bodenteich
- Baddeckenstedt
- Bad Eilsen
- Bad Essen
- Bad Fallingbostel (Kreisstadt)
- Bad Gandersheim
- Bad Grund (Harz)
- Bad Harzburg
- Bad Iburg
- Bad Laer
- Bad Lauterberg im Harz
- Bad Münder am Deister
- Bad Nenndorf
- Bad Pyrmont
- Bad Rothenfelde
- Bad Sachsa
- Bad Salzdetfurth
- Bad Zwischenahn
- Bahrdorf
- Bahrenborstel
- Bakum
- Balge
- Balje
- Baltrum
- Bardowick
- Barenburg
- Barendorf
- Bargstedt
- Barnstedt
- Barnstorf
- Barsinghausen
- Barßel
- Barum (Lkr.Lüneburg)
- Barum (Lkr.Uelzen)
- Barver
- Barwedel
- Basdahl
- Bassum
- Bawinkel
- Beckdorf
- Beckedorf
- Beckeln
- Beedenbostel
- Beesten
- Beierstedt
- Belm
- Belum
- Bendestorf
- Berge
- Bergen (Lkr.Celle)
- Bergen an der Dumme
- Bergfeld
- Berne
- Bersenbrück
- Berumbur
- Betzendorf
- Bevern
- Beverstedt
- Bienenbüttel
- Bilshausen
- Binnen
- Bippen
- Bispingen
- Bissendorf
- Bleckede
- Blender
- Bliedersdorf
- Blomberg
- Bockenem
- Bockhorn
- Bockhorst
- Bodenfelde
- Bodensee
- Bodenwerder
- Boffzen
- Böhme
- Bohmte
- Boitze
- Bokensdorf
- Börger
- Borkum
- Börßum
- Borstel
- Bösel
- Bötersen
- Bothel
- Bovenden
- Brackel
- Brake (Unterweser) (Kreisstadt)
- Bramsche
- Braunlage
- Braunschweig
- Breddenberg
- Breddorf
- Bremervörde
- Brest
- Brevörde
- Brietlingen
- Brinkum
- Brockel
- Bröckel
- Brockum
- Brome
- Bruchhausen-Vilsen
- Buchholz
- Buchholz (Aller)
- Buchholz in der Nordheide
- Bückeburg
- Bücken
- Bühren
- Bülkau
- Bülstedt
- Bunde
- Burgdorf (Landkreis Wolfenbüttel)
- Burgdorf (Region Hannover)
- Burgwedel
- Burweg
- Butjadingen
- Buxtehude

### C
- Cadenberge
- Calberlah
- Cappeln (Oldenburg)
- Celle (Kreisstadt)
- Clausthal-Zellerfeld
- Clenze
- Cloppenburg (Kreisstadt)
- Colnrade
- Coppenbrügge
- Cramme
- Cremlingen
- Cuxhaven (Kreisstadt)

### D
- Dahlem
- Dahlenburg
- Dahlum
- Damme
- Damnatz
- Danndorf
- Dannenberg (Elbe)
- Dassel
- Dedelstorf
- Deensen
- Deinste
- Deinstedt
- Delligsen
- Delmenhorst
- Denkte
- Derental
- Dersum
- Detern
- Dettum
- Deutsch Evern
- Dickel
- Didderse
- Diekholzen
- Dielmissen
- Diepenau
- Diepholz (Kreisstadt)
- Dinklage
- Dissen am Teutoburger Wald
- Dohren (Emsland)
- Dohren (Nordheide)
- Dollern
- Dornum
- Dörpen
- Dorstadt
- Dörverden
- Dötlingen
- Drage
- Drakenburg
- Dransfeld
- Drebber
- Drentwede
- Drestedt
- Drochtersen
- Düdenbüttel
- Duderstadt
- Duingen
- Dünsen
- Dunum

### E
- Ebergötzen
- Ebersdorf
- Ebstorf
- Echem
- Edemissen
- Edewecht
- Egestorf
- Eggermühlen
- Ehra-Lessien
- Ehrenburg
- Eickeloh
- Eicklingen
- Eime
- Eimen
- Eimke
- Einbeck
- Elbe
- Elbingerode
- Eldingen
- Elsdorf
- Elsfleth
- Elze
- Embsen
- Emden
- Emlichheim
- Emmendorf
- Emmerthal
- Emsbüren
- Emstek
- Emtinghausen
- Engden
- Engelschoff
- Erkerode
- Esche
- Eschede
- Eschershausen
- Esens
- Essel
- Essen (Oldenburg)
- Esterwegen
- Estorf (Lkr.Stade)
- Estorf (Weser)
- Eversmeer
- Evessen
- Eydelstedt
- Eyendorf
- Eystrup

### F
- Farven
- Faßberg
- Filsum
- Fintel
- Firrel
- Flöthe
- Frankenfeld
- Freden (Leine)
- Fredenbeck
- Freiburg/Elbe
- Freistatt
- Frellstedt
- Freren
- Fresenburg
- Friedeburg
- Friedland
- Friesoythe
- Fürstenau
- Fürstenberg

### G
- Ganderkesee
- Gandesbergen
- Garbsen
- Garlstorf
- Garrel
- Garstedt
- Gartow
- Geeste
- Geestland
- Gehrde
- Gehrden
- Georgsdorf
- Georgsmarienhütte
- Gerdau
- Gersten
- Getelo
- Gevensleben
- Gieboldehausen
- Giesen
- Gifhorn (Kreisstadt)
- Gilten
- Glandorf
- Gleichen
- Gnarrenburg
- Gödenstorf
- Göhrde
- Goldenstedt
- Gölenkamp
- Golmbach
- Gorleben
- Goslar (Kreisstadt)
- Göttingen (Kreisstadt)
- Grafhorst
- Grasberg
- Grasleben
- Grethem
- Gronau (Leine)
- Groß Berßen
- Großefehn
- Großenkneten
- Großenwörden
- Großheide
- Groß Ippener
- Groß Meckelsen
- Groß Oesingen
- Groß Twülpstedt
- Grünendeich
- Guderhandviertel
- Gusborn
- Gyhum

### H
- Hademstorf
- Hage
- Hagen am Teutoburger Wald
- Hagen im Bremischen
- Hagenburg
- Hagermarsch
- Halbemond
- Halle (b.Neuenhaus)
- Halle (Weserbergland)
- Halvesbostel
- Hambergen
- Hambühren
- Hämelhausen
- Hameln (Kreisstadt)
- Hamersen
- Hammah
- Handeloh
- Handorf
- Handrup
- Hankensbüttel
- Hannover (Landes- u. Regionshauptstadt)
- Hann. Münden
- Hanstedt (Lkr.Uelzen)
- Hanstedt (Nordheide)
- Hardegsen
- Haren (Ems)
- Harmstorf
- Harpstedt
- Harsefeld
- Harsum
- Hasbergen
- Haselünne
- Haßbergen
- Hassel (Weser)
- Hassendorf
- Haste
- Hatten
- Hattorf am Harz
- Häuslingen
- Haverlah
- Hechthausen
- Hedeper
- Heede
- Heemsen
- Heere
- Heeslingen
- Heeßen
- Hehlen
- Heidenau
- Heinade
- Heinbockel
- Heiningen
- Heinsen
- Hellwege
- Helmstedt (Kreisstadt)
- Helpsen
- Helvesiek
- Hemmingen
- Hemmoor
- Hemsbünde
- Hemslingen
- Hemsloh
- Hepstedt
- Herzberg am Harz
- Herzlake
- Hesel
- Hespe
- Hessisch Oldendorf
- Heuerßen
- Heyen
- Hildesheim (Kreisstadt)
- Hilgermissen
- Hilkenbrook
- Hillerse
- Hilter am Teutoburger Wald
- Himbergen
- Himmelpforten
- Hinte
- Hipstedt
- Hittbergen
- Hitzacker (Elbe)
- Hodenhagen
- Höhbeck
- Hohenhameln
- Hohne
- Hohnhorst
- Hohnstorf (Elbe)
- Holdorf
- Holenberg
- Holle
- Hollenstedt
- Hollern-Twielenfleth
- Hollnseth
- Holste
- Holtgast
- Holtland
- Holzen
- Holzminden (Kreisstadt)
- Hoogstede
- Hörden am Harz
- Horneburg
- Horstedt
- Hoya
- Hoyerhagen
- Hude (Oldenburg)
- Hüde
- Hülsede
- Husum
- Hüven

### I
- Ihlienworth
- Ihlow
- Ilsede
- Isenbüttel
- Isernhagen
- Isterberg
- Itterbeck

### J
- Jade
- Jameln
- Jelmstorf
- Jembke
- Jemgum
- Jerxheim
- Jesteburg
- Jever (Kreisstadt)
- Jork
- Jühnde
- Juist

### K
- Kakenstorf
- Kalbe
- Kalefeld
- Karwitz
- Katlenburg-Lindau
- Kettenkamp
- Kirchbrak
- Kirchdorf
- Kirchgellersen
- Kirchlinteln
- Kirchseelte
- Kirchtimke
- Kirchwalsede
- Kissenbrück
- Klein Berßen
- Klein Meckelsen
- Kluse
- Kneitlingen
- Königslutter am Elm
- Königsmoor
- Kranenburg
- Krebeck
- Krummendeich
- Krummhörn
- Küsten
- Kutenholz

### L
- Laar
- Laatzen
- Lachendorf
- Lage
- Lähden
- Lahn
- Lamspringe
- Lamstedt
- Landesbergen
- Landolfshausen
- Langelsheim
- Langen (Emsland)
- Langendorf
- Langenhagen
- Langeoog
- Langlingen
- Langwedel
- Lastrup
- Lathen
- Lauenau
- Lauenbrück
- Lauenförde
- Lauenhagen
- Leer (Ostfriesland) (Kreisstadt)
- Leese
- Leezdorf
- Lehe
- Lehre
- Lehrte
- Leiferde
- Lembruch
- Lemförde
- Lemgow
- Lemwerder
- Lengede
- Lengenbostel
- Lengerich
- Lenne
- Liebenau
- Liebenburg
- Lilienthal
- Lindern (Oldenburg)
- Lindhorst
- Lindwedel
- Lingen (Ems)
- Linsburg
- Lohne (Oldenburg)
- Löningen
- Lorup
- Loxstedt
- Lübberstedt
- Lübbow
- Lüchow (Wendland) (Kreisstadt)
- Luckau (Wendland)
- Lüder
- Lüdersburg
- Lüdersfeld
- Lüerdissen
- Luhden
- Lüneburg (Kreisstadt)
- Lünne
- Lütetsburg

### M
- Maasen
- Marienhafe
- Mariental
- Marklohe
- Marl
- Marschacht
- Martfeld
- Marxen
- Mechtersen
- Meerbeck
- Meine
- Meinersen
- Melbeck
- Melle
- Mellinghausen
- Menslage
- Meppen (Kreisstadt)
- Merzen
- Messenkamp
- Messingen
- Mittelnkirchen
- Mittelstenahe
- Moisburg
- Molbergen
- Moormerland
- Moorweg
- Moringen
- Müden (Aller)
- Munster

### N
- Nahrendorf
- Natendorf
- Neetze
- Negenborn
- Nenndorf
- Neubörger
- Neu Darchau
- Neuenhaus
- Neuenkirchen (Altes Land)
- Neuenkirchen (b.Bassum)
- Neuenkirchen (Land Hadeln)
- Neuenkirchen (Lkr.Osnabrück)
- Neuenkirchen (Lüneb.Heide)
- Neuenkirchen-Vörden
- Neuharlingersiel
- Neuhaus (Oste)
- Neukamperfehn
- Neulehe
- Neuschoo
- Neustadt am Rübenberge
- Neu Wulmstorf
- Niederlangen
- Niedernwöhren
- Niemetal
- Nienburg/Weser (Kreisstadt)
- Nienhagen
- Nienstädt
- Norden
- Nordenham
- Norderney
- Nordhorn (Kreisstadt)
- Nordleda
- Nordsehl
- Nordstemmen
- Nörten-Hardenberg
- Northeim (Kreisstadt)
- Nortmoor
- Nortrup
- Nottensdorf

### O
- Oberlangen
- Oberndorf
- Obernfeld
- Obernholz
- Obernkirchen
- Ochtersum
- Odisheim
- Oederquart
- Oerel
- Oetzen
- Ohne
- Ohrum
- Oldenburg (Oldb)
- Oldendorf (Lkr.Stade)
- Oldendorf (Luhe)
- Osloß
- Osnabrück (Kreisstadt)
- Osteel
- Osten
- Osterbruch
- Ostercappeln
- Ostereistedt
- Osterholz-Scharmbeck (Kreisstadt)
- Osterode am Harz
- Osterwald
- Ostrhauderfehn
- Ottenstein
- Otter
- Otterndorf
- Ottersberg
- Ovelgönne
- Oyten

### P
- Papenburg
- Parsau
- Pattensen
- Pegestorf
- Peine (Kreisstadt)
- Pennigsehl
- Pohle
- Polle
- Pollhagen
- Prezelle
- Prinzhöfte

### Q
- Quakenbrück
- Quendorf
- Querenhorst
- Quernheim

### R
- Räbke
- Radbruch
- Raddestorf
- Rastdorf
- Rastede
- Rätzlingen
- Rechtsupweg
- Reeßum
- Regesbostel
- Rehburg-Loccum
- Rehden
- Rehlingen
- Reinstorf
- Remlingen-Semmenstedt
- Renkenberge
- Rennau
- Reppenstedt
- Rethem (Aller)
- Rhade
- Rhauderfehn
- Rhede (Ems)
- Rhumspringe
- Ribbesbüttel
- Riede
- Rieste
- Ringe
- Rinteln
- Ritterhude
- Rodenberg
- Rodewald
- Rohrsen
- Roklum
- Rollshausen
- Römstedt
- Ronnenberg
- Rosche
- Rosdorf
- Rosengarten
- Rotenburg (Wümme) (Kreisstadt)
- Rötgesbüttel
- Rüdershausen
- Rühen
- Rullstorf

### S
- Sachsenhagen
- Salzbergen
- Salzgitter
- Salzhausen
- Salzhemmendorf
- Samern
- Sandbostel
- Sande
- Sarstedt
- Sassenburg
- Saterland
- Sauensiek
- Schapen
- Scharnebeck
- Scheden
- Scheeßel
- Schellerten
- Schiffdorf
- Schladen-Werla
- Schnackenburg
- Schnega
- Schneverdingen
- Scholen
- Schönewörde
- Schöningen
- Schöppenstedt
- Schortens
- Schüttorf
- Schwaförden
- Schwanewede
- Schwarme
- Schwarmstedt
- Schweindorf
- Schweringen
- Schwerinsdorf
- Schwienau
- Schwülper
- Seeburg
- Seedorf
- Seelze
- Seesen
- Seevetal
- Seggebruch
- Sehlde
- Sehnde
- Selsingen
- Seulingen
- Sibbesse
- Sickte
- Siedenburg
- Sittensen
- Soderstorf
- Sögel
- Söhlde
- Söllingen
- Soltau
- Soltendieck
- Sottrum
- Spahnharrenstätte
- Spelle
- Spiekeroog
- Sprakensehl
- Springe
- Stade (Kreisstadt)
- Stadland
- Stadthagen (Kreisstadt)
- Stadtoldendorf
- Staffhorst
- Staufenberg
- Stavern
- Stedesdorf
- Steimbke
- Steinau
- Steinfeld (Oldenburg)
- Steinhorst
- Steinkirchen
- Stelle
- Stemmen
- Stemshorn
- Steyerberg
- Stinstedt
- Stöckse
- Stoetze
- Stolzenau
- Stuhr
- Südbrookmerland
- Suderburg
- Südergellersen
- Südheide
- Sudwalde
- Suhlendorf
- Sulingen
- Süpplingen
- Süpplingenburg
- Sustrum
- Surwold
- Suthfeld
- Syke

### T
- Tappenbeck
- Tarmstedt
- Tespe
- Thedinghausen
- Thomasburg
- Thuine
- Tiddische
- Tiste
- Toppenstedt
- Tostedt
- Tosterglope
- Trebel
- Tülau
- Twist
- Twistringen

### U
- Uchte
- Uehrde
- Uelsen
- Uelzen (Kreisstadt)
- Uetze
- Ummern
- Undeloh
- Upgant-Schott
- Uplengen
- Uslar
- Utarp

### V
- Vahlberg
- Vahlbruch
- Vahlde
- Varel
- Varrel
- Vastorf
- Vechelde
- Vechta (Kreisstadt)
- Velpke
- Veltheim (Ohe)
- Verden (Aller) (Kreisstadt)
- Vierden
- Vierhöfen
- Visbek
- Visselhövede
- Vögelsen
- Vollersode
- Voltlage
- Vordorf
- Vorwerk
- Vrees

### W
- Waake
- Waddeweitz
- Wagenfeld
- Wagenhoff
- Wahrenholz
- Walchum
- Walkenried
- Wallenhorst
- Walsrode
- Wangelnstedt
- Wangerland
- Wangerooge
- Wanna
- Warberg
- Wardenburg
- Warmsen
- Warpe
- Wasbüttel
- Wathlingen
- Wedemark
- Weener
- Wehrbleck
- Welle
- Wendeburg
- Wendisch Evern
- Wennigsen (Deister)
- Wenzendorf
- Werdum
- Werlte
- Werpeloh
- Wesendorf
- Weste
- Westergellersen
- Westerholt
- Westerstede (Kreisstadt)
- Westertimke
- Westerwalsede
- Westoverledingen
- Wetschen
- Wettrup
- Weyhausen
- Weyhe
- Wiedensahl
- Wiefelstede
- Wielen
- Wienhausen
- Wiesmoor
- Wietmarschen
- Wietze
- Wietzen
- Wietzendorf
- Wildeshausen (Kreisstadt)
- Wilhelmshaven
- Wilstedt
- Wilsum
- Wingst
- Winkelsett
- Winnigstedt
- Winsen (Aller)
- Winsen (Luhe) (Kreisstadt)
- Wippingen
- Wirdum
- Wischhafen
- Wistedt
- Wittingen
- Wittmar
- Wittmund (Kreisstadt)
- Wittorf
- Wohnste
- Wolfenbüttel (Kreisstadt)
- Wolfsburg
- Wollbrandshausen
- Wollershausen
- Wölpinghausen
- Wolsdorf
- Woltersdorf
- Worpswede
- Wrestedt
- Wriedel
- Wulfsen
- Wulften am Harz
- Wunstorf
- Wurster Nordseeküste
- Wustrow (Wendland)

### Z
- Zernien
- Zetel
- Zeven

## Gemeindefreie Gebiete

### Bewohnte gemeindefreie Gebiete
- Lohheide, Landkreis Celle
- Osterheide, Landkreis Heidekreis

### Unbewohnte gemeindefreie Gebiete
- Am Großen Rhode, Landkreis Wolfenbüttel
- Barnstorf-Warle, Landkreis Wolfenbüttel
- Boffzen, Landkreis Holzminden
- Brunsleberfeld, Landkreis Helmstedt
- Eimen, Landkreis Holzminden
- Eschershausen, Landkreis Holzminden
- Gartow, Landkreis Lüchow-Dannenberg
- Giebel, Landkreis Gifhorn
- Göhrde, Landkreis Lüchow-Dannenberg
- Grünenplan, Landkreis Holzminden
- Harz (Landkreis Goslar), Landkreis Goslar
- Harz (Landkreis Göttingen), Landkreis Göttingen
- Helmstedt, Landkreis Helmstedt
- Holzminden, Landkreis Holzminden
- Nordseeinsel Memmert, Landkreis Aurich
- Insel Lütje Hörn, Landkreis Leer
- Königslutter, Landkreis Helmstedt
- Mariental, Landkreis Helmstedt
- Merxhausen, Landkreis Holzminden
- Schöningen, Landkreis Helmstedt
- Solling, Landkreis Northeim
- Voigtsdahlum, Landkreis Wolfenbüttel
- Wenzen, Landkreis Holzminden